# Pyrgocythara angulosa
Pyrgocythara angulosa é uma espécie de gastrópode do gênero Pyrgocythara, pertencente a família Mangeliidae.